# 归义镇 (岑溪市)
归义镇，是中华人民共和国广西壮族自治区梧州市岑溪市下辖的一个乡镇级行政单位。

## 行政区划
归义镇下辖以下地区：
新圩社区、思塘村、荔枝村、龙王村、金坡村、昙龙村、大寨村、勒水村、谢村村、万里村、金鸡村、大冲村、保太村、秋风村、石坡村、双贵村、美伦村、义和村、赤黎村、古皮村、永和村、垌头村和永义村。